# Ansbacher Bäder und Verkehr
Die Ansbacher Bäder und Verkehrs GmbH betreibt den regionalen Stadtbusverkehrs in Ansbach unter dem Namen ABUS Ansbacher Buslinien. Das Unternehmen ist eine 100%ige Tochtergesellschaft der Stadtwerke Ansbach. Die Gesellschaft befördert auf sieben Buslinien jährlich etwa zwei Mio. Fahrgäste. Als Kooperationspartner der Ansbacher Bäder und Verkehr fungiert die Verkehrsunternehmen Robert Rattelmeier GmbH & Co. KG aus Aurach.

## Verkehr
Bei einigen weniger frequentierter Außenstrecken sind Anrufsammeltaxen eingebunden, die mit einem Zuschlag auf den Bustarif genutzt werden können. Linienbedarfstaxis kommen auf den Strecken der Ansbacher Buslinien im gesamten Stadtgebiet zum Einsatz.
Am 22. September 2015 beschloss der Ansbacher Stadtrat mit den Stimmen der CSU, der SPD und den Freien Wählern und 22 zu 18 Stimmen, 222 von 757 täglichen Busfahrten ab Fahrplanwechsel im Dezember 2015 zu streichen. Der Stadtrat bestätigte damit einen im April 2015 nicht rechtmäßig zustande gekommenen Beschluss von sechs Aufsichtsräten der ABuV derselben Parteien rückwirkend. Damit verbunden sind der Wegfall von Haltestellen, eine Taktverlängerung auf verschiedenen Linien von 30 auf 60 Minuten, schlechtere Anschlussmöglichkeiten an S-Bahnen sowie die komplette Abhängung einzelner Stadtteile vom Öffentlichen Nahverkehr. Damit wurde das Busangebot im Vergleich zu 2012 auf 60 Prozent gekürzt.

## Linienübersicht
Folgende Linien werden von der Ansbacher Bäder und Verkehr GmbH befahren:
- Linie 736: (Ansbach Schloßplatz –) Ansbach Bahnhof – Bandelstraße – Winterschneidbach – Wolfartswinden – Brodswinden, Kirche (von Bauer & Schlecht gefahren)
- Linie 751: Ansbach Bahnhof – Schloßplatz – Oberreichenbach – Schloßplatz – Ansbach Bahnhof
- Linie 752: Schloßplatz – Ansbach Bahnhof – Welserstraße – Schloßplatz – Bahnhof – Brücken-Center / Schulzentrum Nord – Krankenhaus – Schloßplatz – Ansbach Bahnhof
- Linie 753: Ansbach Bahnhof – Meinhardswinden – Schloßplatz – Bahnhof – Hennenbach – Schloßplatz – Bahnhof
- Linie 755: Schloßplatz – Ansbach Bahnhof – Eyb – (Külbingen – Vestenberg – Külbingen –) Untereichenbach – Bahnhof – Schloßplatz
- Linie 756: Ansbach Bahnhof – Schloßplatz – Bocksberg – Schalkhausen – Bahnhof – Schloßplatz – Waldfriedhof – Bahnhof – Schloßplatz
- Linie 759: Schloßplatz – Meinhardswinden – Dautenwinden – Schloßplatz
- Linie 762: Ansbach Bahnhof – Welserstraße – Brodswinden, Kirche – Winterschneidbach – Bahnhof – Schloßplatz